# Cantherhines multilineatus
Cantherhines multilineatus es una especie de peces de la familia Monacanthidae en el orden de los Tetraodontiformes.

## Morfología
Los machos pueden llegar alcanzar los 26 cm de longitud total.

## Hábitat
Es un pez de mar de clima templado y demersal.

## Distribución geográfica
Se encuentra en el Índico y el oeste del Pacífico.

## Observaciones
Es inofensivo para los humanos.